# Max Hagemann (Jurist)
Max Hagemann (* 21. Juni 1918 in Basel; † 27. Februar 1964 ebenda) war ein Schweizer Jurist, Hochschullehrer, Autor und Zeitungsverleger.

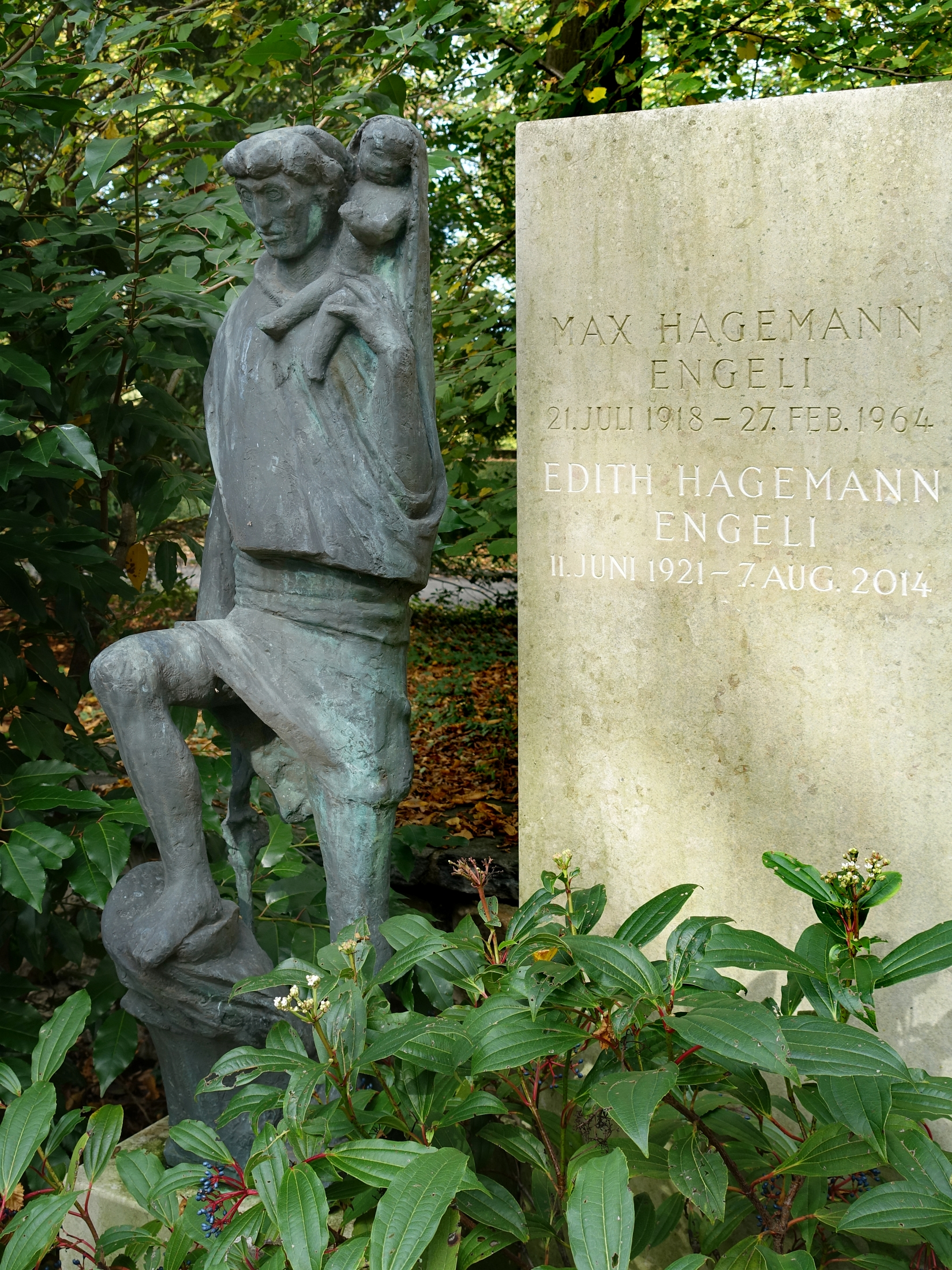
Grab, Friedhof am Hörnli

## Leben und Werk
Max Hagemann war ein Sohn des Juristen und Zeitungsunternehmers Fritz Hagemann (* 17. März 1890; †  20. Januar 1979) und der Emmi, geborene Stüssy (* 12. April 1896; † 17. September 1983). Seine Geschwister waren Edith (1924–1978) und Daisy Valerie (1929–2009).
Max Hagemann besuchte das Gymnasium am Münsterplatz. Nach der Matura studierte er Rechtswissenschaften in Basel, Genf und London. 1948 habilitierte er mit einer völkerrechtlichen Vorlesung an der Universität Basel. Zudem stieg er bei seinem Vater in der National-Zeitung ein. 1953 wurde er zum ausserordentlichen Professor ernannt.
Hagemann war mit Edith, geborene Engeli (* 11. Juni 1921; † 7. August 2014), verheiratet. Ihr gemeinsamer Sohn war Hans-Rudolf Hagemann. Seine letzte Ruhestätte fand Max Hagemann auf dem Friedhof am Hörnli. Die Grabskulptur schuf Alexander Zschokke.